# Aganosma petelotii
Aganosma petelotii är en oleanderväxtart som beskrevs av T. och Eth;. Ly. Aganosma petelotii ingår i släktet Aganosma och familjen oleanderväxter. Inga underarter finns listade i Catalogue of Life.